# Palais des sports Jean-Weille
 (juin 2023).
Si vous disposez d'ouvrages ou d'articles de référence ou si vous connaissez des sites web de qualité traitant du thème abordé ici, merci de compléter l'article en donnant les références utiles à sa vérifiabilité et en les liant à la section « Notes et références ».
Pour les articles homonymes, voir Palais des sports.
Le Palais des Sports Jean-Weille, surnommé aussi Palais des Sports de Gentilly, est une enceinte sportive omnisports située à Nancy, en France.
Il a été construit en 1976 pour le SLUC Nancy Basket qui évoluait auparavant au gymnase Chopin petit et vétuste.

## Capacité
Sa capacité actuelle est de 6 043 places assises, depuis sa rénovation et son extension en 1999 (4 000 places avant sa restauration).  

## Historique
C'est depuis 1976, le lieu de résidence des Cougars, club de pro A puis de pro B depuis 2017 du SLUC Nancy Basket. L’enceinte abrite toutes les infrastructures du club professionnel mais également de la section amateurs qui compte 600 licenciés (enceintes sportives, bureaux administratifs, bureaux des entraîneurs, salles de soins, locaux de réception et restauration, centre de formation...) 
Le 10 février 2007, la salle d'honneur (salle principale), a été baptisée salle Jean-Jacques Eisenbach, en hommage à celui qui fut le président du SLUC Nancy Basket pendant près de trente ans (de 1974 à 2004). 
Le palais des sports accueille les matchs de championnat de France Pro A et ceux du championnat de France Pro B du SLUC Nancy Basket, mais aussi les matchs de la Semaine des As ou encore les matchs européens de basket-ball.  
Les match des champions (basket-ball) 2008 et 2011 s'y sont déroulés. 
Doté de tous les équipements modernes, « Jean Weille » est également le théâtre de grandes compétitions nationales et internationales : la Coupe du Monde de Sabre, la Fed Cup de tennis ou la Ligue Mondiale de volley. 
En 2014, le palais accueille les quarts de finale de la coupe Davis qui oppose la France à l'Allemagne.
Le 7 aout 2015 le Palais des Sports Jean-Weille a accueilli l’équipe de France de basket-ball lors d'un match de préparation à l’Eurobasket 2015 face à l'équipe de Serbie.
En 2018, le Palais des Sports Jean Weille accueille 15 matchs du Championnat d'Europe féminin de handball 2018

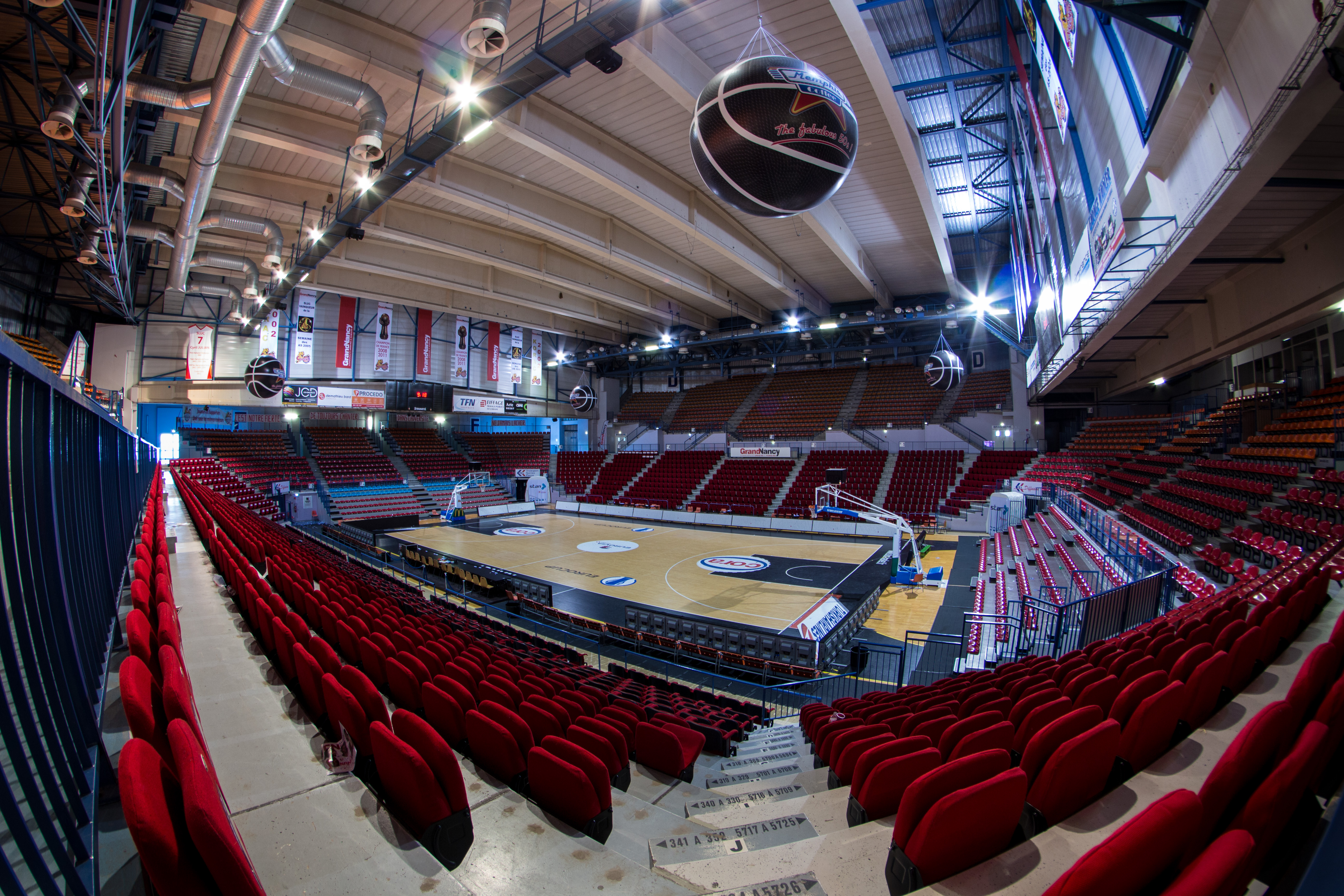
Le Palais des Sports vu des tribunes.